# Gutierrezia ramulosa
Gutierrezia ramulosa là một loài thực vật có hoa trong họ Cúc. Loài này được (Greene) M.A.Lane mô tả khoa học đầu tiên năm 1980.